# Narsaq-Museum
Das Narsaq-Museum (dänisch Narsaq Museum, grönländisch Narsap Katersugaasivia) ist das Heimatmuseum (Lokalmuseum) von Narsaq.

## Geschichte
Im Gemeinderat der Gemeinde Narsaq entstand 1973 der Wunsch nach einem Lokalmuseum, weswegen ein Museumsausschuss gegründet wurde. Nach einem Treffen mit Vertretern des Dänischen Nationalmuseums wurde 1976 beschlossen, den alten Laden in ein Museum umzuwandeln. Im Januar 1979 kamen Vertreter des Grönländischen Nationalmuseums nach Narsaq, um die Arbeit zu konkretisieren und kurz darauf wurde das Museum eröffnet. Noch im selben Jahr übernahm man auch das Wohnhaus von Henrik Lund. 1985 wurde das Museum von der grönländischen Regierung offiziell anerkannt. Ende der 1980er Jahre wurde ein Lehrer in Narsaq angestellt, um nebenberuflich das Museum zu verwalten. 1990 wurde er schließlich durch einen Museologen ersetzt.

## Gebäude und Ausstellung
Das Narsaq-Museum ist ein Freilichtmuseum, das hauptsächlich auf einer kleinen Halbinsel im Stadtzentrum liegt, aber auch einige andere Standorte in der Stadt hat. Folgende acht bis neun Gebäude gehören zum Museum:
- B-49: Das Gebäude aus dem Jahr 1928 war der erste Laden in Narsaq. Heute beinhaltet es eine Ausstellung zur wirtschaftlichen Entwicklung Grönlands vom Jägervolk hin zum industrialisierten Land seit den 1950er Jahren.[3][4]
- B-57: Das Gebäude wurde 1848 als Speckhaus errichtet. Seit 2013 beinhaltet es die mineralogische Sammlung des Museums, größtenteils gestiftet von Børge Brodersen.[3][5]
- B-58: Das Gebäude wurde um 1900 als Wohnhaus errichtet und gehörte später dem Handel. Es gehört heute zum Museum, beinhaltet aber keine Ausstellung.[3]
- B-59: Das Gebäude wurde 1920 als Wohnhaus für den Udstedsverwalter gebaut und war später das Posthaus. Heute stellt es ein traditionelles Arbeiterwohnhaus dar.[3]
- B-61: Das Gebäude ist das älteste der Stadt und diente ab etwa 1830 als Wohnhaus des Udstedsverwalters. Heute beinhaltet es das Druckereimuseum von Frederik Høegh, eine Kunstausstellung und im Dachgeschoss die Replik eines alten Ladens.[3][6]
- B-84: Das Gebäude ist noch älter als B-61, wurde erstmals 1774 in Alluitsoq errichtet, steht aber erst seit 1907 in Narsaq. Es dient heute als Bürogebäude des Museums, hat aber auch eine Ausstellung zu den Grænlendingar.[7]
- B-98: Das Gebäude wurde um 1950 gebaut, war das erste Kraftwerk der Stadt und diente später als Café, Pizzeria und Möbelladen. Heute wird es vom Museum für Kulturveranstaltungen genutzt und beherbergt des Weiteren auch eine Ausstellung zu den Grænlendingar.[3]
- B-430: Das Gebäude ist das alte Wohnhaus von Henrik Lund. Es wird seit 1980 vom Museum als Gedenkort für ihn verwaltet.[3][8]
- B-1315: Das Gebäude ist eine 1992 fertiggestellte Rekonstruktion eines traditionellen Torfmauerhauses.[3]

Mit Ausnahme von B-98 und B-1315 sind alle Gebäude geschützt. Für detaillierte Beschreibungen zur Geschichte und Architektur der einzelnen Gebäude, siehe die Liste der Baudenkmäler in Narsaq.